# Lichtfuchs

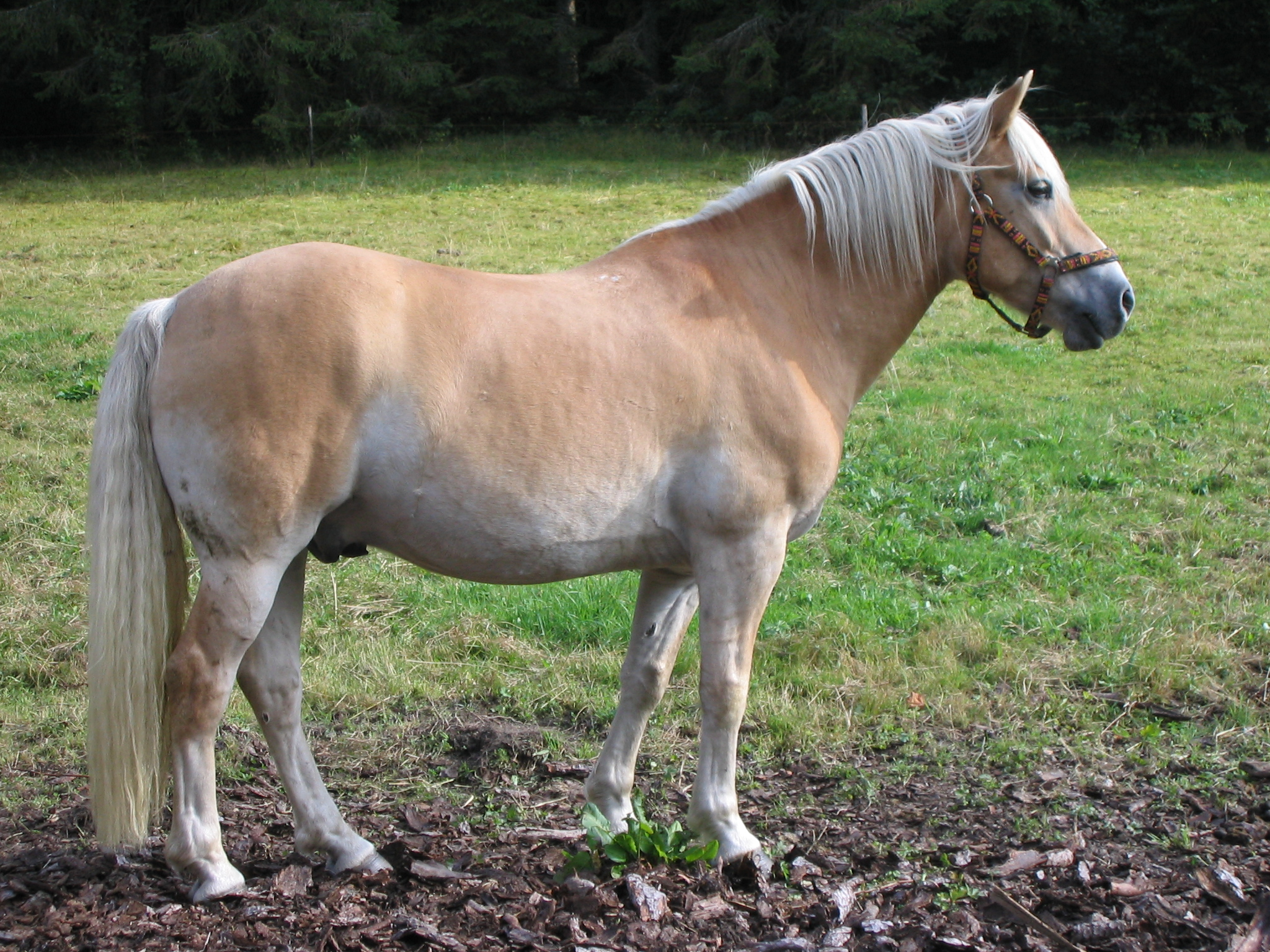
Haflinger

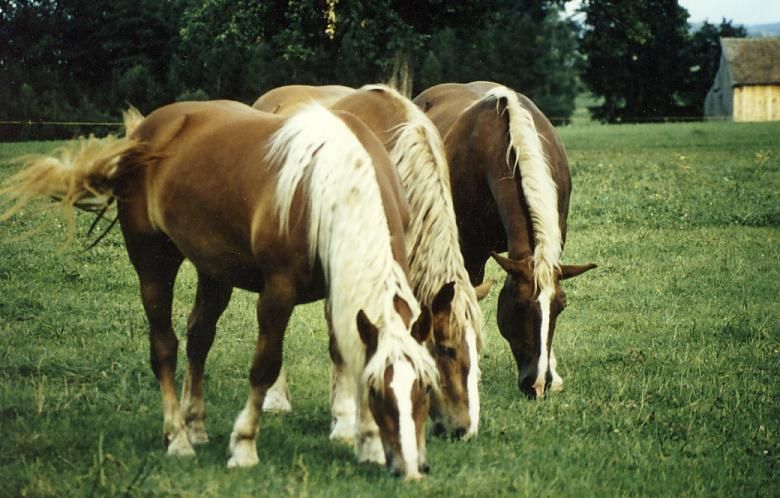
Noriker

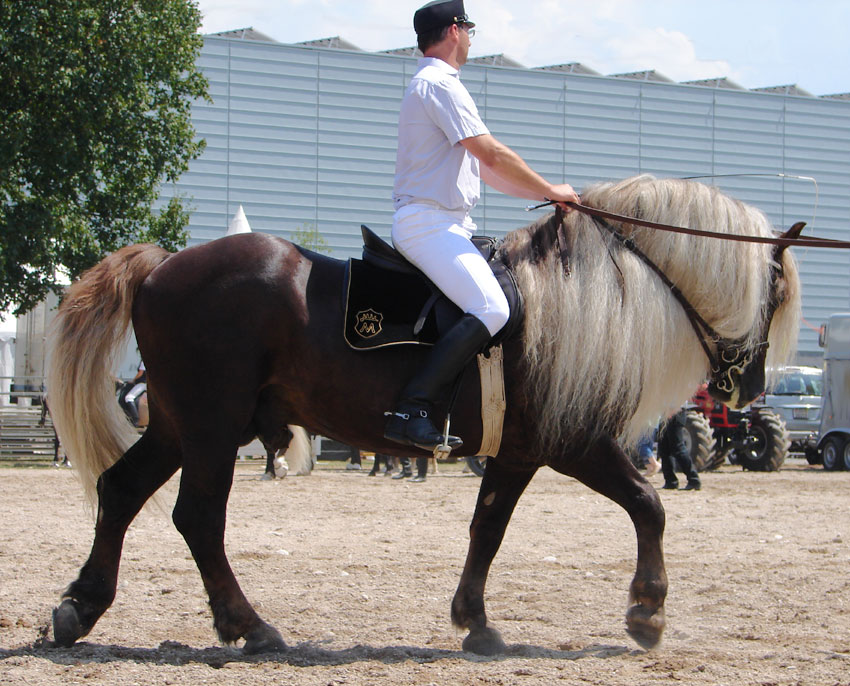
Schwarzwälder Fuchs

Ein Lichtfuchs ist ein Fuchs, dessen Mähne und Schweif durch das Gen Flaxen aufgehellt wurde. 
Im weiteren Sinne werden manchmal auch alle braunen Pferde mit hellerer Mähne und hellerem Schweif als Lichtfüchse bezeichnet.

## Aussehen
Lichtfüchse können Fuchsfarben von einem hellen gelbbraun über rotbraun bis zu einem tiefdunklen Schwarzbraun am Körper haben. Die Mähne, der Schweif sind weiß oder deutlich aufgehellt. Oft sind auch die Beine bis etwa zu Knie- und Sprunggelenk einige Schattierungen heller.
Ein Schweißfuchs ist ein sehr dunkler Fuchs oft mit Futterflecken, der so aussieht als ob er schweißbedeckt wäre. Schweißfüchse haben häufig helles Langhaar, wie ein Schwarzwälder Kaltblut.

## Genetik
Ist ein Fuchs für das Gen Flaxen reinerbig, so wird aus ihm ein Lichtfuchs. 
Das Allel Flaxen beeinflusst das rote Farbpigment Phäomelanin und wirkt sich nur auf das Langhaar aus.
Flaxen (f) wirkt daher nur bei Füchsen und hellt bei ihnen das rote Langhaar gegenüber dem Deckhaar auf.
Flaxen (f) ist rezessiv gegenüber dem neutralen Allel (F), das keine Aufhellung bewirkt. Flaxen muss also reinerbig (ff) auftreten, um seine Wirkung entfalten zu können.

## Verwechslungsmöglichkeiten
- Dunklere Isabellen können ähnlich aussehen wie Füchse mit Flaxen
- Windfarbene Pferde sind manchmal kaum von Füchsen mit Flaxen zu unterscheiden

## Rassen
Haflinger sind immer Füchse mit dem Flaxengen, ebenso Jütländer und das Schwarzwälder Kaltblut, das im Gestüt Marbach gezüchtet wird. Das Italienische Kaltblut, die Schleswiger Kaltblüter und der Frederiksborger haben diese Farbe häufig, auch bei Norikern kommt es vor. Man kann also allgemein sagen, dass das Gen vor allem in Kaltblutrassen verbreitet ist.
Haflinger wirken oft, als würden sie nach unten hin allmählich ausbleichen und sie haben ein helles Maul. Das ist darauf zurückzuführen, dass viele Haflinger zusätzlich zu Flaxen auch das Gen „Pangare“ haben, welches das Mehlmaul hervorruft.